# Entrância
Entrância é um termo usado no âmbito jurídico do Brasil para classificar as comarcas ou unidades administrativas do Poder Judiciário do Brasil, conforme o número de habitantes, importância, e volume de processos. Ela serve para organizar a hierarquia e distribuição de juízes e magistrados nas diversas localidades. O conceito de entrância é exclusivo do sistema jurídico brasileiro, não sendo amplamente adotado em outras jurisdições.

## Entrâncias do Poder Judiciário no Brasil
Cada estado brasileiro tem a sua própria legislação que divide as comarcas em primeira, segunda e terceira entrância, conforme o porte e a demanda processual das cidades.

### Classificação das comarcas
A classificação das comarcas no Brasil é dividida em três principais categorias de entrância:

#### Primeira entrância
Inclui comarcas situadas em cidades pequenas, com menor volume de processos e estrutura judiciária reduzida.

#### Segunda entrância
Refere-se às comarcas localizadas em cidades de médio porte, com maior quantidade de processos e uma estrutura mais complexa em comparação à primeira entrância.

#### Terceira entrância
Também chamada entrância final, corresponde às comarcas das grandes cidades e capitais, onde o volume processual é elevado e há uma maior demanda por serviços judiciários.

## Uso do termo noutras jurisdições
O conceito de entrância é específico do sistema jurídico brasileiro, não sendo comum noutros países. Em outras jurisdições, a organização do Poder Judiciário é feita de maneira diferente, por meio de divisões entre tribunais de primeira instância, apelação, e cortes superiores, sem o uso de uma hierarquia semelhante à entrância.